# Schlacht bei Carham
Die Schlacht bei Carham fand im Jahre 1016 oder 1018 zwischen dem Königreich Schottland und dem Kleinkönigreich Northumbria (als Teil Englands) in der Nähe des Gutshofes Carham statt. Das genaue Jahr ist unklar, jedoch sprechen verschiedene Anhaltspunkte eher für 1016 als für 1018. (Gelegentlich wird auch von der „Schlacht bei Coldstream“ gesprochen, nach der in der Nähe liegenden Stadt Coldstream.)
Der Ausgang war ein Sieg von Malcolm II. von Schottland (gälisch: Máel Coluim (II) mac Cináeda), auch als Malcolm son of Cyneth, king of Scots – Owain the Bald, King of Strathclyde bekannt, über Eadwulf Cudel – Huctred, son of Waldef, earl of the Northumbrians.
Hauptgrund für die Schlacht waren Streitigkeiten wegen der Region Lothian.
Schottische Historiker sprechen davon, dass Lothian erst seit dieser Schlacht zu Schottland gehören würde, während andere (so auch Marjorie O. Anderson) davon ausgehen, dass der englische König Edgar Lothian 973 dem schottischen König Kenneth II. (gälisch: Cináed (II) mac Maíl Coluim) überlassen habe.
In englischen Quellen wird der Schlacht bei Carham keine größere Bedeutung zugemessen. Historiker wie G.W.S. Barrow sind jedoch der Meinung, dass englische Chronisten die Abtrennung von Lothian lediglich als Anerkennung des langjährigen Status quo durch den zwar mächtigen, aber weit entfernten englischen König im Süden registriert haben.
Die Kontrolle über diesen südöstlichen Teil von Schottland blieb unangetastet, auch solche Könige wie Knut oder Wilhelm der Eroberer versuchten nicht, dieses Gebiet unter ihre ständige Kontrolle zu bringen.
Nach der Schlacht bei Carham war der größte Teil von Schottland unter der Kontrolle der schottischen Könige, auch wenn sich die Wikinger noch in Ross-shire, Caithness, Sutherland, und auf den Äußeren Hebriden behaupten konnten. Die Lords of Galloway konnten sich eine gewisse Selbstständigkeit bewahren. Scotland oder Scotia war nur das Gebiet nördlich des Forth und des Clyde; erst zur Zeit von König Davit I. (Dabíd (I) mac Maíl Choluim) begann sich die Bevölkerung in den südöstlichen Teilen des Königreichs als Schotten zu betrachten. Er selbst bezeichnete diese Leute aus Lothian in seinen eigenen Urkunden immer noch als Engländer.